# Sājūr
Sājūr (hebreiska: סג’ור) är en ort i Israel.   Den ligger i distriktet Norra distriktet, i den norra delen av landet. Sājūr ligger 375 meter över havet och antalet invånare är 3 547.
Terrängen runt Sājūr är huvudsakligen kuperad, men österut är den bergig. Runt Sājūr är det ganska tätbefolkat, med 90 invånare per kvadratkilometer. Närmaste större samhälle är Karmi'el, 4,4 km sydväst om Sājūr. Omgivningarna runt Sājūr är i huvudsak ett öppet busklandskap.